# Suburban Shootout
Suburban Shootout är en brittisk satirisk komediserie skapad av Roger Beckett, James Gary Martin och Laurence Bowen.

## Rollista
- Amelia Bullmore - Joyce Hazeldine
- Anna Chancellor - Camilla Diamond
- Felicity Montagu - Barbara du Prez.
- Rachael Blake - Hilary Davenport.
- Cathryn Bradshaw - Margaret Littlefair.
- Lucy Robinson - Pam Draper.
- Emma Kennedy - Lillian Gordon-Moore.
- Ralph Ineson - Jeremy Hazeldine.
- Tom Ellis - Poliskommissarie Haines.
- Ruth Wilson - Jewel Diamond.
- Tom Hiddleston - Bill Hazeldine.